# NBA 2K20
NBA 2K20 je košarkaška simulacija video igre koju je razvio Vizual Koncept (Visual Concepts), a objavila 2K Sports (2K Sports),i bazira se na Nacionalnoj košarkaškoj asocijaciji (NBA). Entoni Dejvis iz(Los Andjeles Lejkersa nalazi se na naslovnoj strani za redovno izdanje igre, dok se Dvejn Vejd nalazi na naslovnoj strani za Ledžend Edišn (Legend Edition).
NBA 2K20 objavljen je 6. decembra 2019. za (Windows), (Nintendo Svič), PlejStejšn 4 ([[]]) i Eksboks jedan (Xbox One), a za guglovu konzolu Stadia NBA 2K20 službeno je najavljen u jesen 2018. s datumom izdavanja 6. maj 2019. Iako je Dejvis u igri kao član Lejkersa, on na koricama nosi dres svog starog tima jer je igra objavljena pre nego što je Dejvis službeno prešao iz Nju Orleans Pelikans (New Orleans Pelicans) u (Los Anđeles Lejkerse). Dejvis je bio jedan od tri igrača na naslovnim stranam NBA 2K16. Sve tri verzije igre imale su bonuse za poručivanje pre zvanične prodaje.
Eksboks jedan S (Xbox One S)I Eksboks Jedan X (Xbox One X) dobiće pakete posebnih izdanja, koji će uključivati i digitalno preuzimanje NBA 2K20. Ograničena verzija igre biće objavljena i za Android i IOS uredjaje.